# Ebiten: Kōritsu Ebisugawa kōkō tenmonbu
Ebiten: Kōritsu Ebisugawa kōkō tenmonbu (えびてん 公立海老栖川高校天悶部? lett. "Club di astronomia della scuola pubblica Ebisugawa") è un manga scritto da SCA-ji e disegnato da Kira Inugami. L'opera è stata adattata in una serie ONA dallo studio AIC Classic nel 2012 e trasmessa su Niconico dal 14 luglio al 15 settembre 2012.

## Trama
Noya Itsuki è una normale studente con la passione per le stelle ed i pianeti, quindi è naturale per lei, non appena giunto alla sua nuova scuola, iscriversi al club scolastico di astronomia, il tenmonbu. Tuttavia, a dispetto delle sue aspettative, il club è popolato esclusivamente da giovani studentesse otaku che renderanno la vita di Noya decisamente movimentata. Kyōko Todayama, ama l'incenso ed i dolci; Hakata Kanamori è una cosplayer ossessionata dagli shonen ai; Rikei Hiromatsu ha l'hobby dei tarocchi; Hasumi Ōba è appassionata di sport violenti; Yuka Iseda, infine è la seriosa ed intransigente ex direttrice del club.

## Personaggi
- Letizia Ciampa: Elizabeth Margaret
- Gemma Donati: Kyōko Todayama
- Barbara Pitotti: Itsuki Noya
- Loretta Di Pisa: Hakata Hanamori
- Perla Liberatori: Shōko Oomori
- Domitilla D'Amico: Yuka Iseda
- Cinzia Massironi: Rikei Hiromatsu
- Martina Felli: Hasumi Ōba

## Manga
Il manga di Ebiten: Kōritsu Ebisugawa Kōkō Tenmon-Bu viene scritto da SCA-ji ed illustrato da Kira Inugami ed è iniziato nel dicembre 2008 sulla rivista Comp Ace della Kadokawa Shoten.

### Volumi
| Nº | Data di prima pubblicazione | Data di prima pubblicazione                                                 | Data di prima pubblicazione |
| Nº | Giapponese                  | Giapponese                                                                  |                             |
| -- | --------------------------- | --------------------------------------------------------------------------- | --------------------------- |
| 1  | 8 ottobre 2009              | ISBN 978-4-04-715312-7                                                      |                             |
| 2  | 21 agosto 2010              | ISBN 978-4-04-715510-7                                                      |                             |
| 3  | 21 gennaio 2012             | ISBN 978-4-04-715801-6                                                      |                             |
| 4  | 23 gennaio 2013             | ISBN 978-4-04-120390-3 (ed. regolare) ISBN 978-4-04-120389-7 (ed. limitata) |                             |

## Anime
Un adattamento ONA di Ebiten: Kōritsu Ebisugawa Kōkō Tenmon-Bu è stato prodotto dallo studio AIC Classic e diretto da Hideki Okamoto. La trasmissione è avvenuta su Niconico dal 14 luglio al 15 settembre 2012.

### Episodi
| Nº | Giapponese 「Kanji」 - Rōmaji | In onda           | In onda |
| Nº | Giapponese 「Kanji」 - Rōmaji | Giapponese        |         |
| 1  | 「よみがえれ! 天悶伝説」 - Yomigaere! Tenmon Densetsu                                                                                     | 14 luglio 2012    |         |
| 2  | 「泣き虫はかたの華麗なる変身」 - Nakimushi Hakata no Kareinaru Henshin                                                                    | 21 luglio 2012    |         |
| 3  | 「金平糖より愛をこめて」 - Konpeitō yori Ai o Komete                                                                                      | 28 luglio 2012    |         |
| 4  | 「刻印2012」 - Kokuin 2012 | 4 agosto 2012     |         |
| 5  | 「ここが奇跡の天悶部！ メイドが舞い降りた！」 - Koko ga Kiseki no Tenmon-bu! Meido ga Maiorita!                                           | 11 agosto 2012    |         |
| 6  | 「ホシを狙え！ 愛を夢見る少女」 - Hoshi o Nerae! Ai o Yumemiru Shōjo                                                                      | 18 agosto 2012    |         |
| 7  | 「ビバ天」 - Bibaten | 25 agosto 2012    |         |
| 8  | 「TTR 天悶部特捜調査班 天悶スペシャル 果てしなき香草（フェロモン）」 - TTR Tenmon-bu Tokusō Chōsahan Tenmon Supesharu Hateshinaki Feromon | 1º settembre 2012 |         |
| 9  | 「天悶部大勝利！明日に向かってレディーゴー!!」 - Tenmon-bu Dai-shōri! Ashita ni Mukatte Redī Gō!!                                         | 8 settembre 2012  |         |
| 10 | 「ビューティフルドリーマーズ」 - Byūtifuru Dorīmāzu                                                                                       | 15 settembre 2012 |         |